# باول باول (سياسي أرمني)
باول باول هو سياسي أرمني، ولد في 1894، وتوفي في 1979.